# Premio La Otra Orilla
El Premio La Otra Orilla era un premio literario a la escritura de Hispanoamérica, que se otorgó anualmente desde 2005 a 2011, y que fue creado por el Grupo Editorial Norma de Colombia junto con la Asociación para la Promoción de las Artes.
El premio pretendía promocionar a los escritores de habla hispana y contribuir al enriquecimiento de la literatura. El premio se concedía al escritor de una novela inédita de habla hispana, que posteriormente se publica bajo el sello La Otra Orilla en Latinoamérica y España. El jurado estaba formado por reconocidos escritores y la dotación del premio fue de 30.000 dólares hasta 2008 y los últimos tres años subió a 100.000 dólares. La ceremonia de entrega del premio se llevaba a cabo cada año en una capital diferente de habla hispana. 

## Lista de ganadores
| Año  | Obra                   | Autor                | País      |
| 2005 | El salmo de Kaplan     | Marco Schwartz       | Colombia  |
| 2006 | El camino del Norte    | Horacio Vázquez-Rial | Argentina |
| 2007 | Un chino en bicicleta  | Ariel Magnus         | Argentina |
| 2008 | El amante imperfecto   | Carlos Chernov       | Argentina |
| 2009 | Necrópolis             | Santiago Gamboa      | Colombia  |
| 2010 | El país de las mujeres | Gioconda Belli       | Chile     |
| 2011 | El daño no es de ayer  | Ignacio Padilla      | México    |

- Datos: Q6084560